# Década de 1770 a.C.
Séculos: (Século XVIII a.C. - Século XVII a.C. - Século XVI a.C.)
Décadas: 1830 a.C. 1820 a.C. 1810 a.C. 1800 a.C. 1790 a.C. - 1780 a.C. - 1770 a.C. - 1760 a.C. 1750 a.C. 1740 a.C. 1730 a.C.
Anos: 1789 a.C. - 1788 a.C. - 1787 a.C. - 1786 a.C. - 1785 a.C. - 1784 a.C. - 1783 a.C. - 1782 a.C. - 1781 a.C. - 1780 a.C.
A Década de 1770 a.C. durou de 1º de janeiro de 1779 a.C. a 31 de dezembro de 1770 a.C.

## Pessoas
- Rim-Sim I, governante da cidade-estado de Larsa, no Oriente Médio, desde 1822 a.C.
- Hamurabi, rei da Babilônia desde 1792 a.C.
- Zinrilim, co-governante da cidade-estado de Mari com Sibtu
- Iarinlim I, segundo rei do Reino amorita de Iamade de c. 1780 a 1764 a.C.